# بازارچه مرزی پسابندر
بازارچه مرزی پسابندر اولین بازارچه مرزی دریایی ایران در شهرستان دشتیاری استان سیستان و بلوچستان است.
در سال ۱۳۸۰ بازارچه مرزی پسابندر توسط دولت به تصویب رسید. بهترین نقطه برای صادرات و واردات میوه، موادغذایی، مصالح ساختمانی، دام زنده و فروش سوخت و جابجایی کالا با کشور پاکستان و کشورهای حوزه خلیج فارس است و از سال ۱۳۸۷ این بازارچه راه‌اندازی افتتاح شد. اما با تصویب مرز ریمدان نیمه تعطیل و در سال ۱۴۰۲ دوباره فعال گردید .